# Klaus Bodenmüller
Klaus Bodenmüller (Feldkirch, 6 de setembro de  1962) é um antigo atleta austríaco, especialista no lançamento do peso.

## Carreira
Esteve presente nos Campeonatos Mundiais de 1987, em Roma, onde foi sétimo na final com a marca 20.41 m. Algumas semanas antes, em Linz, havia conseguido um arremesso de 20.79 m que constituiria a sua melhor marca de sempre. No ano seguinte teria a sua primeira oportunidade de participação numas Olimpíadas, mas a sua prestação nos Jogos de Seul 1988 saldar-se-ia por um modesto 16º lugar nas qualificações e consequente afastamento da final.
Em 1990, consegue o seu maior sucesso desportivo ao ganhar a medalha de ouro nos Campeonatos Europeus Indoor de Glasgow. Dois anos depois, na seguinte edição,disputada em Génova, haveria de conquistar a medalha de bronze. Pelo meio, sagrava-se vice-campeão mundial indoor de 1991, ao lançar o peso a 20.42 m em Sevilha.
O melhor período da sua carreira terminaria nos Jogos Olímpicos de 1992, onde uma marca de 20.48 m o colocava na sexta posição na final.